# L'Étincelle (théâtre)
Pour les articles homonymes, voir L'Étincelle.
L'Étincelle, Théâtre de la Ville de Rouen est l'étiquette sous laquelle se présente un groupement de théâtres de la ville de Rouen, en Normandie.

## Historique
Elle provient de la fusion du Hangar 23 (musiques du monde, jazz et danse), de la chapelle Saint-Louis et de la salle Louis-Jouvet (théâtre et spectacles jeune public).
Sa programmation pluridisciplinaire (musique, théâtre, danse, cirque, jeune public) est ouverte sur les cultures du monde, ainsi que sur le travail des compagnies locales. Selon Christine Argelès, adjointe à la ville de Rouen chargée de la Culture, « Il y a quatre axes de travail principaux : une programmation ouverte sur les cultures du monde, le soutien à l’émergence avec la constitution d’un pôle création, une politique encore plus volontariste envers les publics éloignés [détenus, familles à faibles revenus etc.,] et la participation des publics » . C'est justement à la suite d'une consultation par internet que le nom « L'Étincelle » a été choisi, directement par les internautes,,.
Étant devenu un établissement inadapté, mal insonorisé et très consommateur d'énergie, le Hangar 23 ferme définitivement ses portes en janvier 2016. Sa programmation est alors répartie sur les deux autres sites de L'Étincelle, ainsi que sur la Chapelle Corneille - Auditorium de Normandie et l'Auditorium du Conservatoire de Rouen,. Le Hangar 23, situé sur la presqu'île de Waddington, au pied du pont Gustave-Flaubert, est une propriété du port de Rouen que louait la Ville de Rouen  afin d'accueillir temporairement la programmation du Théâtre Duchamp-Villon, alors fermé pour travaux en 2001. La situation qui ne devait pas excéder une durée maximum prévue de quinze mois aura donc duré 15 ans.

## Direction
- De 2015 à 2017, L'Étincelle est dirigée par Sébastien Lab, directeur du Hangar 23 à partir d'avril 2011, depuis nommé au théâtre Paul-Eluard de Bezons[10],[11],[12].